# Slava Doberšek Urbanc
Alojzija »Slava« Doberšek-Urbanc, slovenska agronomka, * 3. junij 1931, Beograd, † oktober 2017
Diplomirala je na ljubljanski Fakulteti za agronomijo, gozdarstvo in veterinarstvo (1956) in doktorirala na Biotehniški fakulteti v Ljubljani (1974), na kateri je bila 1987 tudi izvoljena za redno profesorico statistike in statistične tehnike. Objavila je več strokovnih in znanstvenih člankov.